# Campionat del Món de ciclisme en contrarellotge per equips masculins
El Campionat del Món de ciclisme en contrarellotge per equips masculins és una de les proves que formen part dels Campionats del món de ciclisme en ruta que organitza la Unió Ciclista Internacional.
La cursa es disputà anualment per equips nacionals sobre una distància de 100 quilòmetre entre 1962 i 1994, quan es creà el Campionat del Món en contrarellotge. A partir de 1972 la cursa no es disputà els anys olímpics.
A partir del 2012 es torna a disputar però amb els equips comercials.

## Palmarès per equips nacionals
| Campionats                | Or                                                                                              | Plata                                                                                             | Bronze                                                                                     |
| 1962 Salò di Garda        | Itàlia · Mario Maino · Antonio Tagliani · Dino Zandegu · Danilo Grassi                          | Dinamarca · Ole Ritter · Vagn Bangsburg · Mogens Twilling · Ole Kroier                            | Uruguai · Rubén Etchebarne · Juan José Timón · Vid Cencic · Rene Pezzati                   |
| 1963 Ronse                | França · Michel Bechet · Dominique Motte · Marcel Ernest Bidault · Georges Chappe               | Itàlia · Mario Maino · Pasquale Fabbri · Danilo Grassi · Dino Zandegu                             | Unió Soviètica · Víktor Kapitónov · Gainan Saidkhujin · Iuri Mélikhov · Anatoli Olizarenko |
| 1964 Sallanches           | Itàlia · Severino Andreoli · Luciano Dalla Bona · Pietro Guerra · Ferruccio Manza               | Espanya Ginés García Perán José Ramón Goyeneche Bilbao Ramón Sáez Manzo Luis Pedro Santamarina    | Bèlgica · Rene Heuvelmans · Roland De Neve · Roland Van De Rijse · Albert Van Vlierberghe  |
| 1965 Donostia             | Itàlia · Pietro Guerra · Luciano Dalla Bona · Mino Denti · Giuseppe Soldi                       | Espanya Ventura Díaz Arrey José Manuel López Rodríguez José Manuel Lasa Domingo Perurena          | França · Andre Desvages · Gerard Swertvaeger · Henri Heintz · Claude Lechatelier           |
| 1966 Nürburgring          | Dinamarca · Werner Blaudzun · Jørgen Hansen · Ole Hojlund · Flemming Wisborg                    | Països Baixos · Eddy Beugels · Tiemen Groen · Harry Steevens · Rini Wagtmans                      | Itàlia · Attilio Benfatto · Luciano Dalla Bona · Mino Denti · Pietro Guerra                |
| 1967 Heerlen              | Suècia · Erik Pettersson · Gösta Pettersson · Sture Pettersson · Tomas Pettersson               | Dinamarca · Werner Blaudzun · Jørgen Hansen · Leif Mortensen · Henning Pedersen                   | Itàlia · Lorenzo Bosisio · Benito Pigato · Vittorio Marcelli · Flavio Martini              |
| 1968 Imola                | Suècia · Erik Pettersson · Gösta Pettersson · Sture Pettersson · Tomas Pettersson               | Suïssa · Bruno Hubschmid · Robert Thalmann · Walter Burki · Erich Spahn                           | Itàlia · Vittorio Marcelli · Flavio Martini · Giovanni Bramucci · Benito Pigato            |
| 1969 Zolder               | Suècia · Erik Pettersson · Gösta Pettersson · Sture Pettersson · Tomas Pettersson               | Dinamarca · Mogens Frey · Jørgen Hansen · Joergen Lund · Leif Mortensen                           | Suïssa · Xaver Kurmann · Bruno Hubschmid · Josef Fuchs · Walter Burki                      |
| 1970 Leicester            | Unió Soviètica · Valeri Iardi · Vladímir Sokolov · Borís Xúkhov · Valeri Likhatxov              | Txecoslovàquia · Jiri Mainus · Frantisek Rezac · Milan Puzrla · Petr Matousek                     | Països Baixos · Fedor Den Hertog · Popke Oosterhof · Tino Tabak · Adri Duyker              |
| 1971 Mendrisio            | Bèlgica · Gustaaf Hermans · Gustaaf Van Cauter · Louis Verreydt · Ludo Van Der Linden           | Països Baixos · Fedor Den Hertog · Adri Duyker · Frits Schur · Aad Van Den Hoek                   | Polònia · Edward Barcik · Stanisław Szozda · Jan Smyrak · Lucjan Lis                       |
| 1972                      | No disputat per haver-se celebrat els Jocs Olímpics                                             | No disputat per haver-se celebrat els Jocs Olímpics                                               | No disputat per haver-se celebrat els Jocs Olímpics                                        |
| 1973 Barcelona            | Polònia · Lucjan Lis · Ryszard Szurkowski · Stanisław Szozda · Tadeusz Mytnik                   | Unió Soviètica · Iuri Mikhailov · Guennadi Kómnatov · Borís Xúkhov · Serguei Sinizin              | Suècia · Lennart Fagerlund · Tord Filipsson · Leif Hansson · Sven-Åke Nilsson              |
| 1974 Mont-real            | Suècia · Lennart Fagerlund · Bernt Johansson · Tord Filipsson · Sven-Åke Nilsson                | Unió Soviètica · Guennadi Kómnatov · Rinat Szarafaoulin · Vladímir Kaminski · Valeri Chaplygin    | RDA · Hans-Joachim Hartnick · Karl Dietrich Diers · Horst Tischoff · Gerhard Lauke         |
| 1975 Yvoir                | Polònia · Tadeusz Mytnik · Mieczyslaw Nowicki · Ryszard Szurkowski · Stanisław Szozda           | Unió Soviètica · Guennadi Kómnatov · Valeri Chaplygin · Aavo Pikkuus · Vladímir Kaminski          | Txecoslovàquia · Petr Matousek · Vlastimil Moravec · Vladímir Vondracek · Petr Buchacek    |
| 1976                      | No disputat per haver-se celebrat els Jocs Olímpics                                             | No disputat per haver-se celebrat els Jocs Olímpics                                               | No disputat per haver-se celebrat els Jocs Olímpics                                        |
| 1977 San Cristóbal        | Unió Soviètica · Valeri Chaplygin · Aavo Pikkuus · Vladímir Kaminski · Anatoli Chukanov         | Itàlia · Mirko Bernardi · Mauro De Pellegrin · Vito Da Ros · Dino Porrini                         | Polònia · Tadeusz Mytnik · Mieczyslaw Nowicki · Stanisław Szozda · Czesław Lang            |
| 1978 Nürburgring          | Països Baixos · Guus Bierings · Bert Oosterbosch · Bart Van Est · Jan Van Houwelingen           | Unió Soviètica · Aavo Pikkuus · Vladímir Kaminski · Alguimantus Guixavitxus · Vladímir Kouznetsov | Suïssa · Gilbert Glaus · Stefan Mutter · Richard Trinkler · Kurt Ehrensperger              |
| 1979 Valkenburg           | RDA · Bernd Drogan · Hans-Joachim Hartnick · Andreas Petermann · Falk Boden                     | Polònia · Jan Jankiewicz · Czesław Lang · Stefan Ciekanski · Witold Plutecki                      | Noruega · Geir Digerud · Morten Saether · Jostein Wilmann · Hans-Peter Odegaard            |
| 1980                      | No disputat per haver-se celebrat els Jocs Olímpics                                             | No disputat per haver-se celebrat els Jocs Olímpics                                               | No disputat per haver-se celebrat els Jocs Olímpics                                        |
| 1981 Brno                 | RDA · Falk Boden · Bernd Drogan · Mario Kummer · Olaf Ludwig                                    | Unió Soviètica · Iuri Kaixirin · Oleg Logvin · Sergej Kadazki · Anatoli Yarkin                    | Txecoslovàquia · Milan Jurčo · Michal Klasa · Alipi Kostadinov · Jiri Skoda                |
| 1982 Goodwood             | Països Baixos · Maarten Ducrot · Gerard Schipper · Gerrit Solleveld · Frits Van Bindsbergen     | Suïssa · Alfred Achermann · Daniel Heggli · Richard Trinkler · Urs Zimmermann                     | Unió Soviètica · Iuri Kaixirin · Oleg Logvin · Serguei Voronine · Oleh Petròvitx Txujda    |
| 1983 Altenrhein           | Unió Soviètica · Iuri Kaixirin · Serguei Navolokin · Oleh Petròvitx Txujda · Aleksandr Zinóviev | Suïssa · Daniel Heggli · Heinz Imboden · Othmar Haefliger · Benno Wiss                            | Noruega · Terje Gjengaar · Dag Hopen · Hans-Peter Odegaard · Tom Pedersen                  |
| 1984                      | No disputat per haver-se celebrat els Jocs Olímpics                                             | No disputat per haver-se celebrat els Jocs Olímpics                                               | No disputat per haver-se celebrat els Jocs Olímpics                                        |
| 1985 Giavera del Montello | Unió Soviètica · Vassili Jdanov · Víktor Klimov · Igor Sumnikov · Alexandre Zinoviev            | Txecoslovàquia · Vladímir Hruza · Milan Jurčo · Michal Klasa · Milan Kren                         | Itàlia · Marcello Bartalini · Massimo Podenzana · Eros Poli · Claudio Vandelli             |
| 1986 Colorado Springs     | Països Baixos · Tom Cordes · Gerrit De Vries · John Talen · Rob Harmeling                       | Itàlia · Eros Poli · Massimo Podenzana · Mario Scirea · Flavio Vanzella                           | RDA · Uwe Ampler · Uwe Raab · Mario Kummer · Dan Radtke                                    |
| 1987 Villach              | Itàlia · Roberto Fortunato · Eros Poli · Mario Scirea · Flavio Vanzella                         | Unió Soviètica · Víktor Klimov · Assiat Saítov · Igor Sumnikov · Evgueni Zagrebelny               | Àustria · Helmut Wechselberger · Bernard Rassinger · Mario Traxl · Johann Lienhart         |
| 1988                      | No disputat per haver-se celebrat els Jocs Olímpics                                             | No disputat per haver-se celebrat els Jocs Olímpics                                               | No disputat per haver-se celebrat els Jocs Olímpics                                        |
| 1989 Chambéry             | RDA · Mario Kummer · Maik Landsmann · Jan Schur · Falk Boden                                    | Polònia · Zenon Jaskuła · Joachim Halupczok · Marek Lesniewski · Andrzej Sypytkowski              | Unió Soviètica · Iuri Manúilov · Víktor Klimov · Evgueni Zagrebelny · Oleg Galkin          |
| 1990 Utsunomiya           | Unió Soviètica · Oleg Galkin · Rouslan Zotov · Igor Patenko · Alexander Markovnitxenko          | RDA · Maik Landsmann · Uwe Peschel · Uwe Berndt · Falk Boden                                      | RFA · Rolf Aldag · Kai Hundertmarck · Raimund Lehnert · Michael Rich                       |
| 1991 Stuttgart            | Itàlia · Flavio Anastasia · Luca Colombo · Gianfranco Contri · Andrea Peron                     | Alemanya · Uwe Berndt · Bernd Dittert · Uwe Peschel · Michael Rich                                | Noruega · Stig Kristiansen · Johnny Saether · Roar Skaane · Bjoern Stenersen               |
| 1992                      | No disputat per haver-se celebrat els Jocs Olímpics                                             | No disputat per haver-se celebrat els Jocs Olímpics                                               | No disputat per haver-se celebrat els Jocs Olímpics                                        |
| 1993 Oslo                 | Itàlia · Rossano Brasi · Gianfranco Contri · Rosario Fina · Cristian Salvato                    | Alemanya · Christian Meyer · Uwe Peschel · Michael Rich · Andreas Walzer                          | Suïssa · Roman Jeker · Beat Meister · Markus Kennel · Roland Meier                         |
| 1994 Agrigento            | Itàlia · Cristian Salvato · Gianfranco Contri · Luca Colombo · Dario Andriotto                  | França · Jean-Francois Anti · Dominique Bozzi · Pascal Derame · Christophe Moreau                 | Alemanya · Ralf Grabsch · Uwe Peschel · Michael Rich · Jan Schaffrath                      |

### Medaller
| Posició | País           | Or | Plata | Bronze | Total |
| 1       | Itàlia         | 7  | 3     | 4      | 14    |
| 2       | Unió Soviètica | 5  | 6     | 3      | 14    |
| 3       | Suècia         | 4  | 0     | 1      | 5     |
| 4       | Països Baixos  | 3  | 2     | 1      | 6     |
| 5       | RDA            | 3  | 1     | 2      | 6     |
| 6       | Bèlgica        | 3  | 0     | 1      | 4     |
| 7       | Polònia        | 2  | 2     | 2      | 6     |
| 8       | Dinamarca      | 1  | 3     | 0      | 4     |
| 9       | França         | 1  | 1     | 1      | 3     |
| 10      | Suïssa         | 0  | 3     | 3      | 6     |
| 11      | Txecoslovàquia | 0  | 2     | 2      | 4     |
| 12      | Alemanya       | 0  | 2     | 1      | 3     |
| 13      | Espanya        | 0  | 2     | 0      | 2     |
| 14      | Austràlia      | 0  | 1     | 1      | 2     |
| 15      | Estats Units   | 0  | 1     | 0      | 1     |
| 16      | Noruega        | 0  | 0     | 3      | 3     |
| 17      | Uruguai        | 0  | 0     | 1      | 1     |
| 17      | Àustria        | 0  | 0     | 1      | 1     |
| 17      | RFA            | 0  | 0     | 1      | 1     |
| 17      | Regne Unit     | 0  | 0     | 1      | 1     |
| Total   | Total          | 29 | 29    | 29     | 87    |

## Palmarès per marques comercials
| Campionats              | Or | Plata | Bronze |
| 2012 Valkenburg detalls | Omega Pharma-Quick Step | BMC Racing Team | Orica-GreenEDGE |
| 2012 Valkenburg detalls | Tom Boonen (BEL) · Sylvain Chavanel (FRA) · Tony Martin (GER) · Niki Terpstra (NED) · Kristof Vandewalle (BEL) · Peter Velits (SVK)         | Alessandro Ballan (ITA) · Philippe Gilbert (BEL) · Taylor Phinney (EUA) · Marco Pinotti (ITA) · Manuel Quinziato (ITA) · Tejay van Garderen (EUA) | Sam Bewley (NZL) · Luke Durbridge (AUS) · Sebastian Langeveld (NED) · Cameron Meyer (AUS) · Jens Mouris (NED) · Svein Tuft (CAN)                |
| 2013 Florència detalls  | Omega Pharma-Quick Step | Orica-GreenEDGE | Team Sky |
| 2013 Florència detalls  | Sylvain Chavanel (FRA) · Michał Kwiatkowski (POL) · Tony Martin (GER) · Niki Terpstra (NED) · Kristof Vandewalle (BEL) · Peter Velits (SVK) | Luke Durbridge (AUS) · Michael Hepburn (AUS) · Daryl Impey (RSA) · Brett Lancaster (AUS) · Jens Mouris (NED) · Svein Tuft (CAN)                   | Edvald Boasson Hagen (NOR) · Chris Froome (GBR) · Vassil Kirienka (BLR) · Richie Porte (AUS) · Kanstantsín Siutsou (BLR) · Geraint Thomas (GBR) |
| 2014 Ponferrada detalls | BMC Racing Team | Orica-GreenEDGE | Omega Pharma-Quick Step |
| 2014 Ponferrada detalls | Rohan Dennis (AUS) · Silvan Dillier (SUI) · Daniel Oss (ITA) · Manuel Quinziato (ITA) · Tejay van Garderen (EUA) · Peter Velits (SVK)       | Luke Durbridge (AUS) · Michael Hepburn (AUS) · Damien Howson (AUS) · Brett Lancaster (AUS) · Jens Mouris (NED) · Svein Tuft (CAN)                 | Tom Boonen (BEL) · Michał Kwiatkowski (POL) · Tony Martin (GER) · Pieter Serry (BEL) · Niki Terpstra (NED) · Julien Vermote (BEL)               |
| 2015 Richmond detalls   | BMC Racing Team | Etixx-Quick Step | Movistar Team |
| 2015 Richmond detalls   | Rohan Dennis (AUS) · Silvan Dillier (SUI) · Stefan Küng (SUI) · Daniel Oss (ITA) · Taylor Phinney (EUA) · Manuel Quinziato (ITA)            | Tom Boonen (BEL) · Michał Kwiatkowski (POL) · Yves Lampaert (BEL) · Tony Martin (GER) · Niki Terpstra (NED) · Rigoberto Urán (COL)                | Andrey Amador (CRC) · Jonathan Castroviejo (ESP) · Alex Dowsett (GBR) · Ion Izagirre (ESP) · Adriano Malori (ITA) · Jasha Sütterlin (GER)       |
| 2016 Doha detalls       | Etixx-Quick Step | BMC Racing Team | Orica-BikeExchange |
| 2016 Doha detalls       | Bob Jungels (LUX) · Marcel Kittel (GER) · Yves Lampaert (BEL) · Tony Martin (GER) · Niki Terpstra (NED) · Julien Vermote (BEL)              | Rohan Dennis (AUS) · Stefan Küng (SUI) · Daniel Oss (ITA) · Taylor Phinney (EUA) · Manuel Quinziato (ITA) · Joey Rosskopf (EUA)                   | Luke Durbridge (AUS) · Alex Edmondson (AUS) · Michael Hepburn (AUS) · Daryl Impey (RSA) · Michael Matthews (AUS) · Svein Tuft (CAN)             |
| 2017 Bergen detalls     | Team Sunweb | BMC Racing Team | Team Sky |
| 2017 Bergen detalls     | Tom Dumoulin (NED) · Lennard Kämna (GER) · Wilco Kelderman (NED) · Søren Kragh Andersen (DEN) · Michael Matthews (AUS) · Sam Oomen (NED)    | Rohan Dennis (AUS) · Silvan Dillier (SUI) · Stefan Küng (SUI) · Daniel Oss (ITA) · Miles Scotson (AUS) · Tejay van Garderen (EUA)                 | Owain Doull (GBR) · Chris Froome (GBR) · Vasil Kiryienka (BLR) · Michał Kwiatkowski (POL) · Gianni Moscon (ITA) · Geraint Thomas (GBR)          |
| 2018 Innsbriuck detalls | Quick-Step Floors | Team Sunweb | BMC Racing |
| 2018 Innsbriuck detalls | Kasper Asgreen · Laurens De Plus · Bob Jungels · Yves Lampaert · Maximilian Schachmann · Niki Terpstra                                      | Tom Dumoulin · Chad Haga · Wilco Kelderman · Søren Kragh Andersen · Michael Matthews · Sam Oomen                                                  | Patrick Bevin · Damiano Caruso · Rohan Dennis · Stefan Küng · Greg Van Avermaet · Tejay van Garderen                                            |

### Medaller
| Posició | País              | Or | Plata | Bronze | Total |
| 1       | Quick-Step Floors | 4  | 1     | 1      | 6     |
| 2       | BMC Racing        | 2  | 3     | 1      | 6     |
| 3       | Team Sunweb       | 1  | 1     | 0      | 2     |
| 4       | Orica-Scott       | 0  | 2     | 2      | 4     |
| 5       | Team Sky          | 0  | 1     | 1      | 2     |
| 6       | Movistar Team     | 0  | 0     | 1      | 1     |
| Total   | Total             | 6  | 6     | 6      | 18    |